# Energie solară concentrată

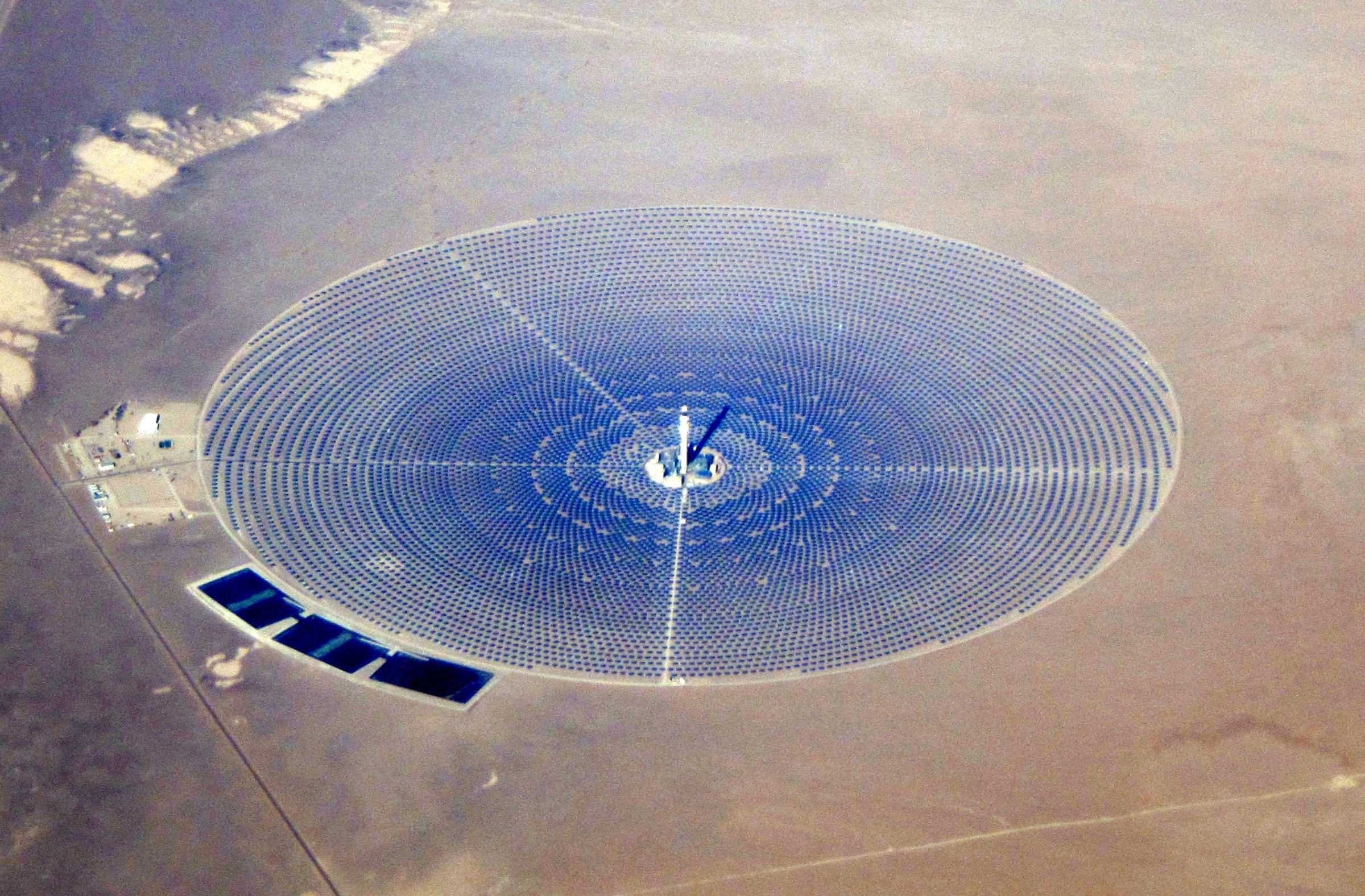
O heliocentrală cu turn din proiectul ', care concentrează radiația solară cu ajutorul a 10000 de care acoperă 1,21 km^{2}

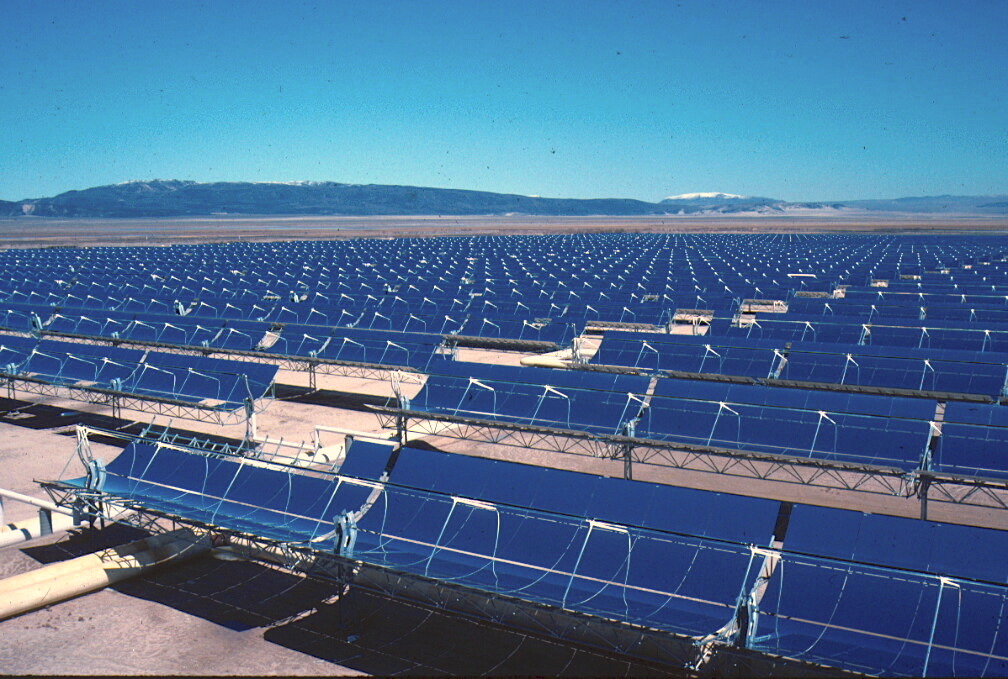
Parte a unui complex solar de 354 MW cu concentratoare parabolice liniare, situat la nord de Comitatul San Bernardino, California

Expresia energie solară concentrată se referă la sistemele care concentrează radiația solară folosind oglinzi sau lentile, de obicei de tip Fresnel⁠(d), pentru a obține temperaturi înalte, folosite la producerea de energie electrică sau pentru încălzire. Electricitatea este generată atunci când lumina concentrată este convertită în căldură, care încălzește un agent de lucru care antrenează o mașină termică (de obicei o turbină cu abur) conectată la un generator electric, sau întreține o reacție termochimică.
Începând din 2021, capacitatea globală instalată de energie solară concentrată era de 6,8 GW. Începând din 2023, totalul a fost de 8,1 GW, cuprinzând și trei noi obiective în construcție în China și în Dubai. Laboratorul național de energie regenerabilă (NREL) din SUA, care întreține o bază de date globală a centralelor cu energie solară concentrată indică 6,6 GW de capacitate operațională și încă 1,5 GW în construcție.